# Trude Schelling-Karrer
 Trude Schelling-Karrer (* 6. Mai 1919 als Trude Karrer; † 7. Juni 2009 in Karlsruhe) war eine deutsche Bühnenbildnerin und Innenarchitektin.

## Werdegang
Trude Karrer war zunächst als Bühnenbildnerin, später als Ausstellungsgestalterin und Innenarchitektin tätig. Zu den von ihr umgesetzten Projekten zählen die Neugestaltung der Zuschauerräume des Hamburger Thalia-Theaters (1980) und des Berliner Schillertheaters (1981). Daneben war sie beratende Mitarbeiterin ihres Ehemanns, des Architekten Erich Schelling (1904–1986).
Nach dessen Tod widmete sie sich der Bewahrung seines architektonischen Schaffens. Gemeinsam mit Heinrich Klotz, dem damaligen Direktor des Deutschen Architekturmuseums, rief sie 1992 zur Förderung der Architekturgeschichte und Architekturtheorie die Erich-Schelling-Architekturstiftung ins Leben, die seither alle zwei Jahre den Erich-Schelling-Architekturpreis vergibt.
Kurz vor ihrem Tod übergab sie den Nachlass ihres Ehemanns an das Deutsche Architekturmuseum. Einen Teil ihrer großen Kunstsammlung überließ sie dem Badischen Landesmuseum.

## Ehrungen
- Januar 2004: Verdienstkreuz am Bande der Bundesrepublik Deutschland

| Personendaten    | Personendaten                                 |
| ---------------- | --------------------------------------------- |
| NAME             | Schelling-Karrer, Trude                       |
| ALTERNATIVNAMEN  | Karrer, Trude (Geburtsname)                   |
| KURZBESCHREIBUNG | deutsche Bühnenbildnerin und Innenarchitektin |
| GEBURTSDATUM     | 6. Mai 1919                                   |
| STERBEDATUM      | 7. Juni 2009                                  |
| STERBEORT        | Karlsruhe                                     |